# Paramphichondrius tetradontus
Paramphichondrius tetradontus är en ormstjärneart som beskrevs av Guille och Wolff 1984. Paramphichondrius tetradontus ingår i släktet Paramphichondrius och familjen trådormstjärnor. Inga underarter finns listade i Catalogue of Life.